# Нойкірх (Баден-Вюртемберг)
Нойкірх (нім. Neukirch) — громада в Німеччині, знаходиться в землі Баден-Вюртемберг. Підпорядковується адміністративному округу Тюбінген. Входить до складу району Бодензе.
Площа — 26,58 км2. Населення становить 2680 ос. (станом на 31 грудня 2020).